# Рой ван ден Берг
Рой ван ден Берг (нід. Roy van den Berg; нар. 8 вересня 1988) — нідерландський велогонщик, олімпійський чемпіон 2020 року, багаторазовий чемпіон світу та Європи.

## Виступи на Олімпіадах
| Олімпіада  | Дисципліна       | Місце |
| ---------- | ---------------- | ----- |
| Токіо 2020 | командний спринт | 1     |